# Synagoga Turecka w Wiedniu
Synagoga Turecka w Wiedniu (niem. Türkischer Synagoge in Wien) – nieistniejąca synagoga, która znajdowała się w Wiedniu, przy Zirkusgasse 22.
Synagoga została zbudowana w latach 1885–1887 według projektu architekta Hugona von Wiedenfelda. Służyła sefardyjskiej społeczności żydowskiej pochodzącej z Turcji, zamieszkującej miasto. Podczas nocy kryształowej z 9 na 10 listopada 1938 roku bojówki hitlerowskie spaliły synagogę. Obecnie na jej miejscu znajduje się nowy budynek. Upamiętnia ją także tablica pamiątkowa.